# Заїд ар-Ріфаї
Заїд ар-Ріфаї (араб. زيد الرفاعي; нар. 27 листопада 1936 — 12 серпня 2024) — йорданський дипломат і політик, двічі очолював уряд Йорданії.

## Життєпис
Вищу освіту здобував спочатку в Каїрі, потім — у Гарварді (бакалавр права) й Колумбійському університеті (магістр права і міжнародних відносин). Після випуску вступив на дипломатичну службу, працював у йорданських посольствах в Каїрі, Бейруті та Лондоні, а також при ООН у Нью-Йорку.
Від 1964 року працював при Королівському Хашимітському суді, де обіймав посади начальника королівського протоколу, генерального секретаря королівського суду, генерального секретаря короля й голови Королівського суду. 1971 року став послом Йорданії у Великій Британії, потім виконував обов'язки політичного радника короля Хусейна бен Талала.
1973 року сформував свій перший кабінет, в якому одночасно був міністром закордонних справ і міністром оборони. У другому своєму уряді також виконував обов'язки міністра оборони. Вийшов у відставку через масові заворушення на півдні країни, спричинені корупцією та придушенням громадянських свобод.
Від 8 серпня 1997 до 12 грудня 2009 року був головою Сенату, після чого пішов з політики.
Його син, Самір ар-Ріфаї, також був прем'єр-міністром Йорданії.